# Chōka
Le chōka (長歌, ou nagauta) est une des formes de la poésie waka. Le mot signifie littéralement « long poème ». Son schéma est du type : 5-7, 5-7, 5-7, etc., 7-7. Les chōka sont très souvent accompagnés d'un hanka (tanka comme si l'envoi) qui en complète le contenu.
Kakinomoto no Hitomaro et Yamanoue no Okura sont les auteurs les plus importants de ce genre.